# تريبوليت

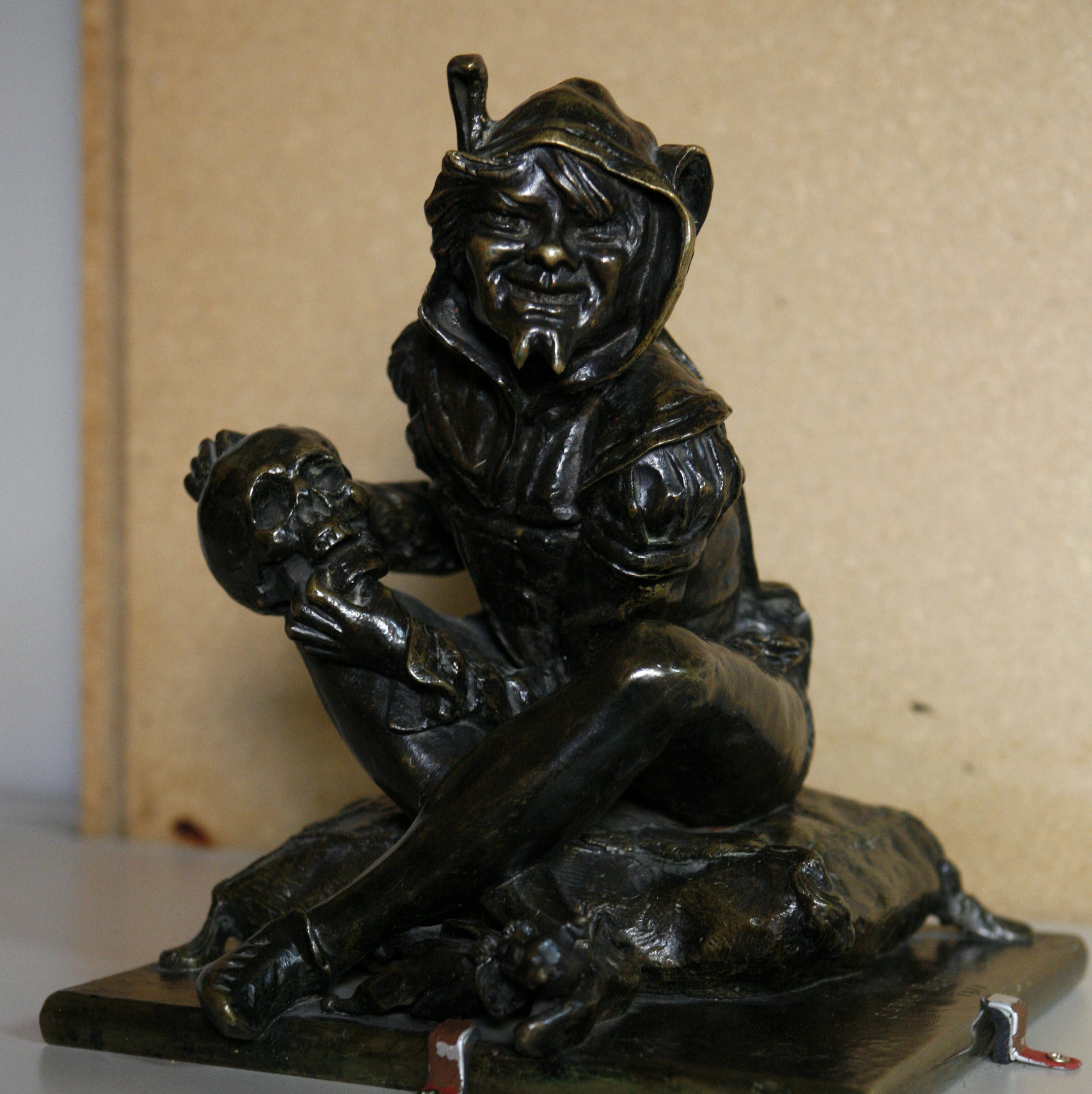
شخصية تريبوليت في مؤلف فيكتور هوغو (الأحمق والموت منحوتة فنية من قبل سارة برنهاردت)

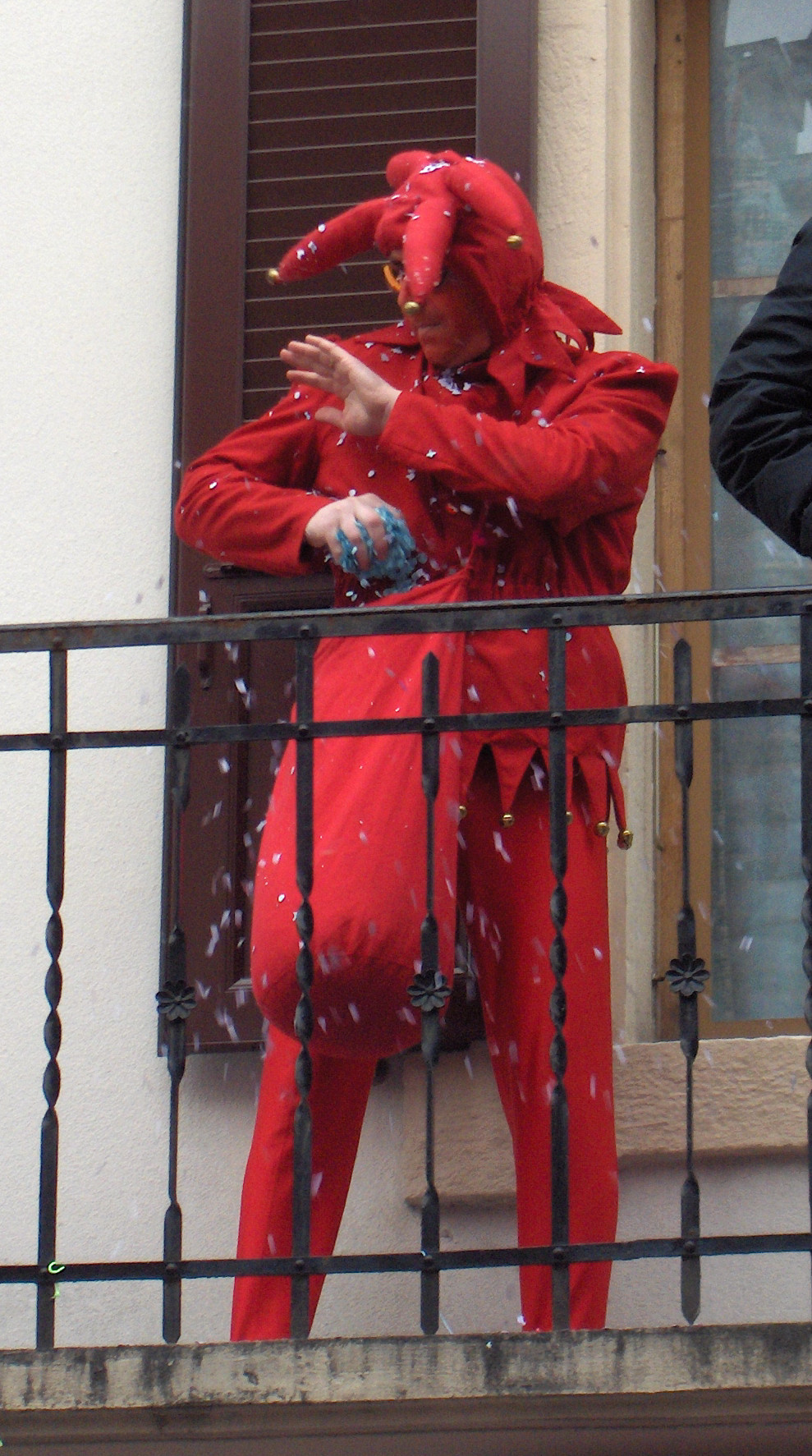
تريبوليت في كرنفال مونتي

###### نيكولا فريال(1479–1536)، المعروف أيضًا باسملو فيفريالأوتريبوليت، كانمهرجًاللملوكلويس الثاني عشروفرانسيس الأول ملك فرنسا.[1]
يظهر في الكتاب الثالث من سجلات لفرانسوا رابليه. يظهر أيضًا في "Le Roi s'amuse" لفيكتور هوغو وفي نسخته الأوبرالية، جوزيبي فيردي ريجوليتو، واسمه مزيج من "Triboulet" و "rigoler "الفرنسي (يضحك)، بهدف صرف الرقابة التي فرضها عمل هوغو التي تلقاها بعد نشرها.

## سيرة شخصية
ولد فريال في فرنسا عام 1479، ويُعتقد أنه كان يعاني من صغر الرأس، مما أثر عليه سلبًا من الناحية العصبية والجسدية. وجد فريال هدفًا في الحياة باعتباره مهرج البلاط للملوك لويس الثاني عشر وفرانسيس الأول، الذي وجدوه مسليًا في الكلام والمظهر. بصفته "تريبوليت"، كان المهرج معروفًا بكونه ذكيًا للغاية، وغالبًا ما كان يصل إلى درجة أنه سيقع في مشاكل مع الملوك والنبلاء.
ذات مرة، صفع تريبوليت فرانسيس الأول على مؤخرته، مما أسعد النبلاء المحيطين به. فقد الملك أعصابه وهدد بإعدامه. وهدأ الملك من روعه، ووعد بالعفو عن تريبوليت إذا فكر في اعتذار أكثر إهانة من الفعل المسيء. ورد تريبوليت: "أنا آسف جدًا، يا صاحب الجلالة، لأنني لم أتعرف عليك! لقد ظننتك الملكة!"  أمر فرانسيس الأول بإعدامه، لأنه انتهك مرة أخرى أمره بعدم إلقاء النكات على الملكة وحاشيتها. وبما أنه خدمه بشكل جيد لسنوات عديدة، فقد منح الملك تريبوليت الحق في اختيار الطريقة التي سيموت بها. قال تريبوليت (مترجم عن الأصل الفرنسي): "سيدي الطيب، للقديسة جودي والحذاء والقديس فاتبيلي، رعاة الجنون، أطلب أن أموت من الشيخوخة".  ضاحكًا، أمر الملك بعدم إعدام تريبوليت بل نفيه من المملكة بدلاً من ذلك. في الواقع، توفي تريبوليت بسبب الشيخوخة في عام 1536.  

## اقتباس
اء تريبوليت ذات مرة إلى الملك بشكوى.
تريبوليت: "لقد هددني أحد النبلاء بشنقي!"
الملك: "لا تقلق! إذا شنقك سأقطع رأسه بعد خمسة عشر دقيقة."
تريبوليت: "حسنًا، هل من الممكن قطع رأسه قبل 15 دقيقة؟" 
1. ↑  Dorian، John (1858). The History of Court Fools. London: Richard Bentley, New Burlington Street. مؤرشف من الأصل في 2023-07-08.
2. ↑  Martin، Andrew. "The Man Who Slapped A King's Butt, Insulted The Queen And Lived To Tell About It". Medium. مؤرشف من الأصل في 2023-09-01. اطلع عليه بتاريخ 2022-01-19.
3. ↑  Frieda، Leonie (2018). Francis I: The Maker of Modern France. Orion Publishing Group. ISBN:978-1474605588. مؤرشف من الأصل في 2023-09-01. اطلع عليه بتاريخ 2019-11-20.
4. 1 2  "The True Story Of Triboulet, The 16th-Century Court Jester Whose Wit Saved His Life". 12 نوفمبر 2021. مؤرشف من الأصل في 2023-08-30.
5. ↑  "LA COUR : Triboulet, le fou du roi". Historia (بالفرنسية). 24 Jan 2008. Archived from the original on 2014-12-28. Retrieved 2014-12-28.
6. ↑  {{استشهاد 
 
المصادر
ويب|url=https://thoughtnova.com/the-true-story-of-triboulet-the-16th-century-court-jester-whose-wit-saved-his-life%7Ctitle=The True Story Of Triboulet, The 16th-Century Court Jester Whose Wit Saved His Life|date=July 23, 2021|website=thoughtnova.com}}